# Harry Bannink
Harry Bannink (Enschede, 10 april 1929 – Bosch en Duin, 19 oktober 1999) was een Nederlands componist, arrangeur en pianist.

## Carrière
Bannink begon zijn muzikale carrière in een dansorkestje, aan het eind van de Tweede Wereldoorlog. Met het theater kreeg hij te maken in 1958, als componist van het lustrumspel Het staat u vrij van het Delftsch Studenten Corps (waaraan ook werd meegewerkt door Luc Lutz en Alexander Pola). In 1960 werkte hij als repetitor mee aan My Fair Lady van Wim Sonneveld, bij wie hij in 1964 ook de muziek verzorgde in de voorstelling 'Een avond met Wim Sonneveld'. Het eerste liedje van Annie M.G. Schmidt dat hij toonzette – hij beschouwde zichzelf ondanks de meer dan 3000 geschreven liedjes niet als componist – was het door Conny Stuart gezongen Hoezenpoes. Vele andere liedjes volgden, waaronder alle liedjes uit 't Schaep met de 5 pooten en Ja zuster, nee zuster. Vlak voor zijn dood heeft hij alle muziek uit die laatste serie opnieuw van piano-arrangementen voorzien. Hij schreef ook de muziek voor onder anderen Wieteke van Dort.
In het kinderprogramma De film van Ome Willem zat hij als hoofd-geitebreier van het orkestje jarenlang achter de piano. Tot vlak voor zijn dood in 1999 heeft hij nog vele liedjes van de jeugdprogramma's Het Klokhuis en Sesamstraat van melodieën voorzien. Ook voor de jeugdprogramma's De Stratemakeropzeeshow en J.J. De Bom voorheen De Kindervriend schreef hij talloze liedjes.

## Musicals
- 1958: Het staat u vrij
- 1958: Oh Venus
- 1965: Heerlijk duurt het langst
- 1969: Met man en muis (muziektheater)
- 1971: En nu naar bed
- 1973: Wat een planeet
- 1977: Foxtrot
- 1981: Madam
- 1983: De dader heeft het gedaan
- 1984: Ping Ping

## Eerbetoon
Om Harry Bannink te eren draagt in zijn geboorteplaats Enschede het theater van de Saxion Hogeschool en een basisschool zijn naam. Op het Oosterdokseiland in Amsterdam en in de stad Utrecht is een straat naar hem vernoemd.
Journalist Ton Ouwehand publiceerde in 2017 een duo-boek over Harry Bannink. Deel 1, Niemand zo aardig als hij, behandelt de relatie van de gemeente Enschede met Bannink. Deel 2, Harry Bannink, toonzetter, is een portret aan de hand van losse interviews met vrienden, collega's en familie.
In 2017 maakte Gijs Groenteman een uitgebreide interviewreeks met mensen die met Bannink samenwerkten, De Grote Harry Bannink Podcast.
In het najaar van 2018 maakten Gijs Groenteman en programmamaker Tom Klaassen twee televisiespecials rond vergeten werk van Harry Bannink voor VPRO's vrije geluiden. Er werden liedjes uitgevoerd uit programma's als Het Klokhuis en Sesamstraat, door onder meer Hans Dorrestijn, Gerda Havertong, Edwin Rutten, Wieteke van Dort en Loes Luca.

## Citaat en overlijden
Van zichzelf zei Bannink ooit:
"Ik heb er een zekere handigheid in gekregen om, als een klemtoon niet helemaal goed zit, bijvoorbeeld een nootje weg te laten, zodat 't toch weer klopt. In dat soort puzzelwerk heb ik altijd heel veel aardigheid gehad."
Op 19 oktober 1999, op zeventigjarige leeftijd, overleed Bannink aan een hartstilstand. Een paar maanden daarvoor was het album Harry Bannink zingt Harry Bannink verschenen, waarop hij zijn eigen liedjes zingt.
Bannink werd begraven op de Begraafplaats Zeister Bosrust aan de Woudenbergseweg in Zeist.

## Muziek

### Voor radio
- 1956–1958: Het huis is te klein
- 1956–1960: Poppetjes op de ruit
- 1957–1958: Bonjour Caroline (hoorspel)
- 1958–1959: Theater Andersom
- 1959–1960: L'Humeurop
- 1959: Jules en Harry
- 1961–1962: Man in de stad
- 1962–1969: Vrij entree (met Henk Elsink)
- 1962–1963: Zomaar een zaterdag in...
- 1963–1966: Te waar om mooi te zijn
- 1970–1974: Hoe later op de avond (met Edwin Rutten)
- 1974–1975: Twee bij twee (met Edwin Rutten)
- 1974–1981: In de Rooie Haan
- 1975–1976: De Coen-show (met Coen Flink)
- 1991–1992: Pluk van de Petteflet

### Voor televisie
- 1957: Een droom van een musicus
- 1958: Vlooienspel (muzikaal televisiespel van Guus Vleugel)
- 1960: Wat kan me gebeuren (televisieshow rond Conny Stuart, met onder andere Je vader is naar Venus en Hoezepoes)
- 1960: Liedjesprogramma met Maya Bouma
- 1960: Geef Maya de ruimte (liedjesprogramma met Maya Bouma)
- 1960: O, kom er eens kijken! (sinterklaasprogramma met Maya Bouma)
- 1960–1973: KRO's Kinderzangfestival
- 1961: Niets nieuws (nieuwjaarsprogramma met Maya Bouma)
- 1961: Eieren voor uw kijkgeld (paasprogramma met Maya Bouma)
- 1963: Het is in de maand van mei, ja, ja (televisieshow rond cabaret Lurelei)
- 1966–1968: Ja zuster, nee zuster
- 1966–1976: Farce Majeure
- 1966: De Conny Stuartshow (televisieshow met onder andere Herr Heinzelmann en Wat voor weer zou het zijn in Den Haag?)
- 1968/1969: Liedjes aan de kerk
- 1969–1970: 't Schaep met de 5 Pooten
- 1969–1970: Zo goed als nieuw
- 1970–1971: Werken op zondag
- 1971–1973: Wij en de wereld (televisieserie met onder andere de oerversie van De oude school van Willem Wilmink)
- 1972–1974: De Stratemakeropzeeshow
- 1972–1976: Woord voor woord
- 1973–1974: De Panoramawoensdagshow
- 1973: Welk liedje zal ik zingen? (sinterklaasuitzending)
- 1974: Liedjes met Leen Jongewaard (over gelijkenissen)
- 1974–1989: De film van Ome Willem
- 1974–1977: Heeft de regen een vader?
- 1975–1976: Oorlogswinter (leader)
- 1975–1978: Dat ik dit nog mag meemaken
- 1975–1977: Pleisterkade 17 (leader)
- 1976–1977: Hint (televisieserie, opvolger van Farce Majeure)
- 1976–1978: Ieder zijn deel (leader)
- 1977–1978: Juf, hoe zit dat nou?
- 1977–1981: 't Spant erom
- 1977–1983: Showroom
- 1979–1981: J.J. De Bom voorheen De Kindervriend
- 1979–1981: De Late Late Lien Show
- 1979–1982: Ik heb u lief, mijn Nederlands (taalcursus Teleac)
- 1979: Spreuken (liedjes door Simone Kleinsma en Joost Prinsen)
- 1980–1990: Kinderen voor Kinderen
- 1981–1983: Man alleen
- 1981–1984: Pubertijd
- 1982: De Henk Elsinkshow
- 1983–1986: Farce Majeure II
- 1981–1999: Sesamstraat
- 1985–1986: Geef je ouders maar weer de schuld
- 1986–1987: De Ep Oorklep Show
- 1988–1999: Het Klokhuis
- 1988–1989: Beppie

### Voor theater
- 1958: Een avondje uit (Sleeswijk-revue met Willy Walden en Piet Muijselaar)
- 1958: Het staat u vrij (lustrumspel Delftsch Studenten Corps)
- 1958: Oh Venus! (musical/cabaret)
- 1959: Komt u ook vanavond? (Sleeswijk-revue met Willy Walden en Piet Muijselaar)
- 1963: Zomaar een zaterdag
- 1964: Een avond met Wim Sonneveld (onder andere Nikkelen Nelis, Frater Venantius, Gerrit, Margootje, Tearoom-tango, De zomer van 1910)
- 1965: Heerlijk duurt het langst (musical met onder andere Zeur niet, Op een mooie Pinksterdag, Het is over, Kom Kees)
- 1965: Hoe meer zielen (cabaretprogramma van Fons Jansen)
- 1966: Wim Sonneveld en Ina van Faassen
- 1966: Lach eens in de spiegel (cabaret Cees van Oyen)
- 1968: Driemaal andermaal (cabaretprogramma van Fons Jansen)
- 1969: Met man en muis (cabaretprogramma met onder andere Bent u ooit wel eens gestoken door een bij?, Nee Karel nee)
- 1970: Knollentuin (cabaretprogramma rond Rients Gratama)
- 1970: Holland Festival (Kaboutertango voor Frans Halsema)
- 1971: Wim Sonneveld met Corrie van Gorp en Willem Nijholt
- 1971: Kijktaarna (cabaretprogramma met Adèle Bloemendaal en Leen Jongewaard)
- 1971: Met de schrik vrij (cabaretprogramma rond Rients Gratama)
- 1971: En nu naar bed (musical met onder andere Vluchten kan niet meer, Ik hoef alleen maar even zó te doen)
- 1971: Kwartetten (cabaretprogramma van Fons Jansen)
- 1971: Ted à tête 2 (cabaretprogramma van Ted de Braak)
- 1971: Es oh Es, stop je het nou in de ijskast? (toneelstuk van Aryiris Chionis met liedjes van Mies Bouhuys)
- 1972: Groeten uit Pingjum (cabaretprogramma rond Rients Gratama)
- 1973: Wat je zegt, ben je zelf (cabaretprogramma van Gerard Cox en Frans Halsema)
- 1973: Wat een planeet! (musical met onder andere Schaarste, En toen, Nooit te laat, Wat een planeet)
- 1973: Ted à tête 3 (cabaretprogramma van Ted de Braak)
- 1974: De Hollandse ronselaar (toneelstuk van George Farquhar bewerkt door Chiem van Houweninge)
- 1974: Grote bek en grote buik (muzikale voorstelling van Jules Croiset en Coen Flink)
- 1975: Je moet ermee leren leven (cabaretprogramma van Annie M.G. Schmidt en Guus Vleugel)
- 1976: Kind toch, wat een taal! (kindercabaret Potvoordrie)
- 1977: Foxtrot (musical met onder andere De dertiger jaren, Sorry dat ik besta en Over tijd)
- 1977: Ik, ik en nog er es ik (theatershow van Frans Halsema)
- 1977: Geen zee te hoog (cabaretprogramma rond Rients Gratama)
- 1978: Pompend remmen (cabaretprogramma rond Rients Gratama)
- 1978: Theater en thuis (cabaretprogramma van Henk Elsink)
- 1979: Lach er eens uit (cabaretprogramma van Ted de Braak)
- 1979: Opus 1 + 3 (theatershow van Thérèse Steinmetz)
- 1979: Thuis best (theatershow van Jasperina de Jong met onder andere Spuit, De bokken en de schapen)
- 1980: Tussen zomer en winter (theatershow van Jasperina de Jong)
- 1980: Zusters (toneelstuk van Hugo Heinen)
- 1980: Colombijn-Roosmarijn (toneelstuk van Theo Kling)
- 1980: Ik praat daar graag een beetje over (toneelstuk van Ger Beukenkamp)
- 1980: Henk Elsinkshow (cabaretprogramma van Henk Elsink)
- 1980: Bemoei je er niet mee (toneelstuk van Simon Carmiggelt)
- 1981: Madam (musical met onder andere Ik ben er nog)
- 1981: En God zag dat het goed was (theaterprogramma van Jenny Arean en Ischa Meijer)
- 1983: De dader heeft het gedaan (musical)
- 1983: Als liefde antwoord is (jeugdtheater)
- 1984: Ping ping (musical)
- 1985: De Stuartstory (afscheidsprogramma van Conny Stuart)
- 1985: De Willem Nijholtshow
- 1985: Het Bangedierenbos (jeugdmusical door Stichting Amsteltoneel)
- 1986: Hemelsbreed (liedjesprogramma van Joke Bruijs)
- 1988: Martine Bijl (theatershow)
- 1990: Mevrouw Bijl (theatershow van Martine Bijl)

### Discografie
- 1962: Daar zit muziek in (De muzikale groentekalender) (voor het Centraal Bureau van de Tuinbouwveilingen)
- 1967: 12 nieuwe luisterliedjes (Martine Bijl)
- 1967: Leen al-leen (Leen Jongewaard)
- 1967: Hits van Harry / De beste van Bannink (Bannink solo)
- 1968: 14 liedjes van Thérèse (Thérèse Steinmetz)
- 1968: Liedjes voor niemand (onder anderen Martine Bijl)
- 1968: Thérèse in het theater (Thérèse Steinmetz)
- 1969: Een avond in Het Winkeltje (Ansje van Brandenberg)
- 1969: Je van Hetty (Hetty Blok)
- 1969: Tour de Frans (Frans Halsema met onder andere Zondagmiddag Buitenveldert)
- 1969: Jip en Janneke
- 1969: Liefde op het laatste gezicht (Annemarie Oster)
- 1970: Treintje spelen met Mieke Bos
- 1970: Zingliedjes, zegliedjes, o zo ver wegliedjes (Hetty Blok)
- 1971: Portret van Frans Halsema (met onder andere Kees)
- 1972: Waaidorp
- 1974: Uit liefde (onder anderen Henny Orri)
- 1974: Hoe later op de avond (Edwin Rutten)
- 1975: Amsterdam is jarig (onder anderen Leen Jongewaard)
- 1975: Een fraai stuk burengerucht (Wieteke van Dort)
- 1977: Verhalen van Ot en Sien (Wieteke van Dort en Willem Nijholt)
- 1977: Liedjes van de koude grond (Joost Prinsen)
- 1979: Aan lager wal (Joost Prinsen)
- 1982: Huilen is gezond (Wieteke van Dort)
- 1984: Frans Halsema 1939-1984
- 1985: De jaren 80 (onder anderen Gé Titulaer)
- 1992: Jan, Jans en de kinderen
- 1994: Liedjes uit de Dapperstraat (onder anderen Jenny Arean)
- 1999: Harry Bannink zingt!
- 1999: Stille liedjes (Paul de Leeuw)